# Doutor Vanderbal
Vanderbal Marinho Menzes de Andrade (Gararu, 24 de setembro de 1954) é um médico e político brasileiro. Em 2018, foi eleito deputado estadual de Sergipe pelo Partido Social Cristão (PSC)) com 26 054 votos.